# Murano (goletta)
La Murano è stata una goletta ad elica della Regia Marina, utilizzata negli ultimi anni anche come rimorchiatore. 

## Caratteristiche
Progettata dal direttore generale delle Costruzioni Navali Benedetto Brin, la nave formava, insieme alla capoclasse Mestre, una classe di due golette, con scafo in legno e carena ricoperta di rame. L'armamento delle due unità, dati i compiti ausiliari cui erano destinate, era molto ridotto, risultando composto da due cannoni in bronzo a canna rigata da 75 mm N.1.
Oltre all'armamento velico a goletta (alberi di trinchetto e maestra a vele auriche), le due golette disponevano di un apparato motore ausiliario, composto da una macchina alternativa a vapore alimentata da una caldaia (con scorta di 38 tonnellate di carbone): quello della Murano (leggermente più potente di quello della Mestre) imprimeva la potenza di 222 HP (163 kW) ad un'elica singola, permettendo di sviluppare una velocità massima di 8-9 nodi, non molto elevata ma adatta ai ruoli secondari cui queste unità erano destinate. Tali apparati motori non erano di nuova costruzione, ma erano invece stati prodotti nel 1860 dall'officina triestina Strudthoff per le pirocannoniere austroungariche Wildfang e Scharfschütze in servizio sul lago di Garda: le due unità, passate alla Regia Marina dopo la terza guerra d’indipendenza e ribattezzate rispettivamente Mestre e Borgoforte, erano state radiate nell'agosto 1868 (Mestre) e nel maggio 1869 (Borgoforte) in quanto ritenute superflue, dato che il Lago di Garda era ormai quasi interamente italiano, ma i loro apparati motori, ancora in buone condizioni, erano stati inviati a Venezia per essere installati sulle due golette (quello della Mestre sulla nave omonima e quello della Borgoforte sulla Murano).
Durante le prove di collaudo effettuate nel 1875, la Murano, con un dislocamento alle prove di 291,3 tonnellate ed i due terzi della riserva di carbone a bordo, sviluppò una potenza di 211 HP (155 kW) e raggiunse la velocità di 9,2 nodi, con l'elica che compiva 85 giri al minuto. 
Benché le esigenze che avevano portato alla costruzione di una serie di golette ad elica (classi Ischia e Mestre), ovvero la lotta al brigantaggio, alla guerriglia filoborbonica, al contrabbando ed alla fuga in Africa dei renitenti alla leva – fenomeni per contrastare i quali erano ritenute utili delle piccole ed economiche unità di utilizzo prevalentemente costiero – fossero ormai cessate, le due unità ebbero comunque intenso impiego in vari ruoli: mentre per la Mestre tali compiti si esplicitarono soprattutto in ruoli di presenza navale all'estero, la Murano ebbe impiego soprattutto in acque italiane. Tra le due golette vi erano alcune leggere differenze: a minori dislocamento e pescaggio della Murano, corrispondeva una minore potenza dell'apparato motore della Mestre.

## Storia
Costruita tra il gennaio 1874 ed il maggio 1875 nell'Arsenale di Venezia, la Murano, nello stesso 1875, venne dislocata a Livorno, dove permase sino al 1882, adibita a svariati compiti locali. In particolare, la goletta venne spesso impiegata per missioni di soccorso, svolgendone una trentina: prevalentemente si trattava di disincagliare navi arenate, ma vi furono anche compiti di salvataggio di naufraghi o di rimorchio di navi capovolte dal mare mosso, questi ultimi particolarmente difficoltosi.
Nei mesi autunnali del 1882 la Murano venne assegnata alla Squadra Permanente, venendo inviata in Grecia, poi venne dislocata in Sardegna (nell'agosto 1884 svolgeva servizio sanitario con base a Cagliari) e successivamente, nel 1885, ad Augusta, ove disimpegnò servizio sanitario. Sue successive basi furono, nell'ordine, l'Asinara, Porto Torres e poi nuovamente Livorno.
Tra il novembre 1886 ed il maggio 1887 e tra il giugno 1887 ed il maggio 1889 la goletta fu utilizzata per la sorveglianza sull'attività di pesca di corallo e spugne nelle acque della Sicilia, mentre nel 1890 venne destinata a compiti doganali, sempre lungo le coste sicule.
In seguito la Murano fu dislocata a Napoli, per uso locale, e rimase in tali ruoli sino all'inizio della prima guerra mondiale, quando, classificata nave sussidiaria di IV classe, era in uso come nave scuola. Nel corso del conflitto la goletta, restando a Napoli, divenne sede della Sezione Amministrativa dell'Aviazione Navale, dei Motoscafi e delle Ostruzioni. Conclusa la guerra, nel 1918, la Murano venne impiegata nei collaudi delle armi di piccolo calibro e subacquee.
Disalberata, l'anziana goletta venne impiegata come rimorchiatore, sempre nelle acque di Napoli, dal settembre 1919 al 27 marzo 1922. Radiata il 4 gennaio 1923 – la Murano fu la goletta della Regia Marina che rimase in servizio più a lungo, con 47 anni all'attivo, e l'ultima ad essere radiata –, la nave venne avviata alla demolizione.